# Caltojar
Caltojar ist ein Ort und eine kleine nordspanische Gemeinde (municipio) mit nur 51 Einwohnern (Stand: 2024) in der Provinz Soria in der Autonomen Gemeinschaft Kastilien-León. Zur Gemeinde gehören auch die ehemaligen Dörfer Bordecorex und Casillas de Berlanga, die beide jeweils nur noch etwa zehn Einwohner haben.

## Lage
Der Ort Caltojar liegt am Río Escalote knapp 70 km (Fahrtstrecke) südwestlich der Provinzhauptstadt Soria bzw. ca. 41 km südöstlich der Stadt Burgo de Osma in einer Höhe von ca. 960 m ü. d. M. Das Klima im Winter ist kühl, im Sommer dagegen durchaus warm; die eher geringen Niederschläge (ca. 485 mm/Jahr) fallen – mit Ausnahme der eher regenarmen Sommermonate – verteilt übers ganze Jahr.

## Bevölkerungsentwicklung
| Jahr      | 1900 | 1950 | 2000 | 2016 |
| Einwohner | 715  | 800  | 124  | 63   |

Der deutliche Bevölkerungsrückgang im 20. Jahrhundert ist im Wesentlichen auf die Mechanisierung der Landwirtschaft und den damit einhergehenden Verlust an Arbeitsplätzen zurückzuführen.

## Wirtschaft
Infolge der Höhenlage sind die ackerbaulichen Erträge eher gering; Viehzucht und Milchwirtschaft spielten deshalb immer schon eine wichtige Rolle. Seit den 1960er Jahren sind Erträge aus der Vermietung von Ferienhäusern (casas rurales) als Einnahmequelle hinzugekommen.

## Geschichte
Über die Geschichte des kleinen Ortes ist nicht viel bekannt. In islamischer Zeit war die Gegend entvölkert und wurde von Wachtürmen (Atalayas) gegen christliche Angriffe gesichert. Im 11. und 12. Jahrhundert wurde sie von Zuwanderern aus dem christlichen Norden, aber auch aus dem Süden Spaniens wiederbesiedelt (repoblación). Die romanische Kirche entstand in der Zeit um 1200, als der Ort bereits eine gewisse Bevölkerungszahl erreicht hatte. Im ausgehenden 20. Jahrhundert wurden die Weiler Bordecorex und Casillas de Berlanga eingemeindet.

## Sehenswürdigkeiten
Caltojar

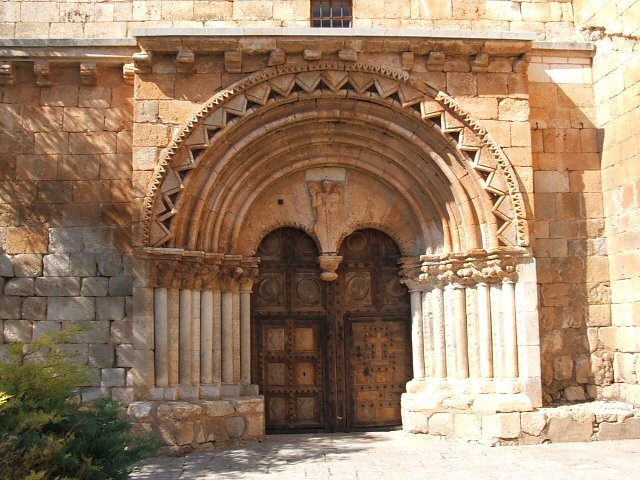
Portal der Iglesia San Miguel

- Die dem Erzengel Michael geweihte Kirche San Miguel Arcángel aus dem späten 12. bzw. frühen 13. Jahrhundert ist gut erhalten; das Äußere der Apsis ist mit einem doppelten Rundbogenfries unterhalb der Dachtraufe außergewöhnlich reich gestaltet. Der Turm der Kirche wurde in späterer Zeit – wahrscheinlich auch aus Stabilitätsgründen – angefügt. Der besondere Schatz der Kirche ist jedoch das mehrfach zurückgestufte Archivoltenportal auf der Südseite, welches oberhalb eines hängenden Schlusssteins in der Mitte eine Statue des Erzengels Michael zeigt. Der äußere Bogenlauf zeigt einen Zackenfries. Das romanische Nordportal der Kirche wurde irgendwann zugemauert; die schmucklosen Archivoltenbögen blieben jedoch erhalten. Das dreischiffige Innere überrascht durch seine offene Raumwirkung – vier Pfeiler mit vorgelegten Halbsäulen stützen die von Gurtbögen unterstützten Kreuzgratgewölbe des Mittelschiffs und der beiden Seitenschiffe. Nur zwei Kapitelle zeigen figürlichen Schmuck; die anderen sind weitgehend schmucklos gestaltet. Im 17. Jahrhundert erhielt die Kirche ein barockes Altarretabel, das die architektonische Strenge der Kirche etwas auflockert.[5][6]

Atalayas

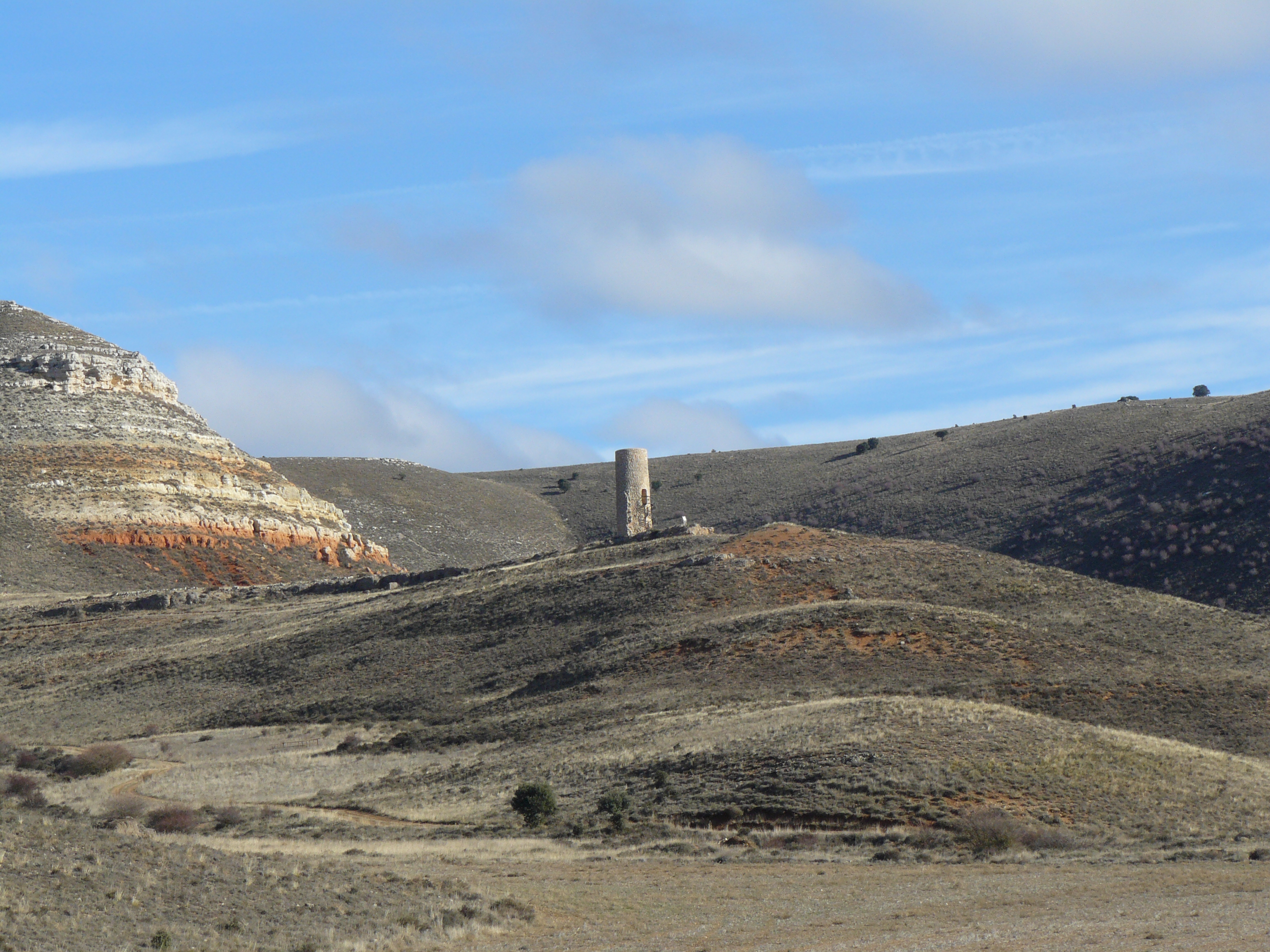
Atalaya La Viruela

Auf dem Gemeindegebiet von Caltojar befinden sich die Überreste von drei islamischen Wachtürmen aus dem 10. Jahrhundert, welche im Rahmen von etwa zwei- bis dreistündigen Wanderungen erkundet werden können:
- Beim etwa vier Kilometer von der Ortschaft entfernten Atalaya Ojaraca ist eine Hälfte des Turmschaftes weggebrochen, doch seine Höhenlage (1119 Meter) und seine Ausmaße (Höhe 7,50 Meter; Durchmesser 5,10 Meter; Mauerstärke 1,20 Meter) sind immer noch imposant.
- Der Atalaya La Viruela ist nur etwa zwei Kilometer von Caltojar entfernt. Er ist noch bis zu einer Höhe von neun Metern erhalten; seine Maße sind ansonsten denen des Atalaya Ojaraca vergleichbar. Heute führt eine Wendeltreppe hinauf zum ca. 2,50 Meter hoch gelegenen Eingang.
- Vom dritten Wachturm (Atalaya La Corona) sind nur noch Bruchsteine erhalten.

Bordecorex

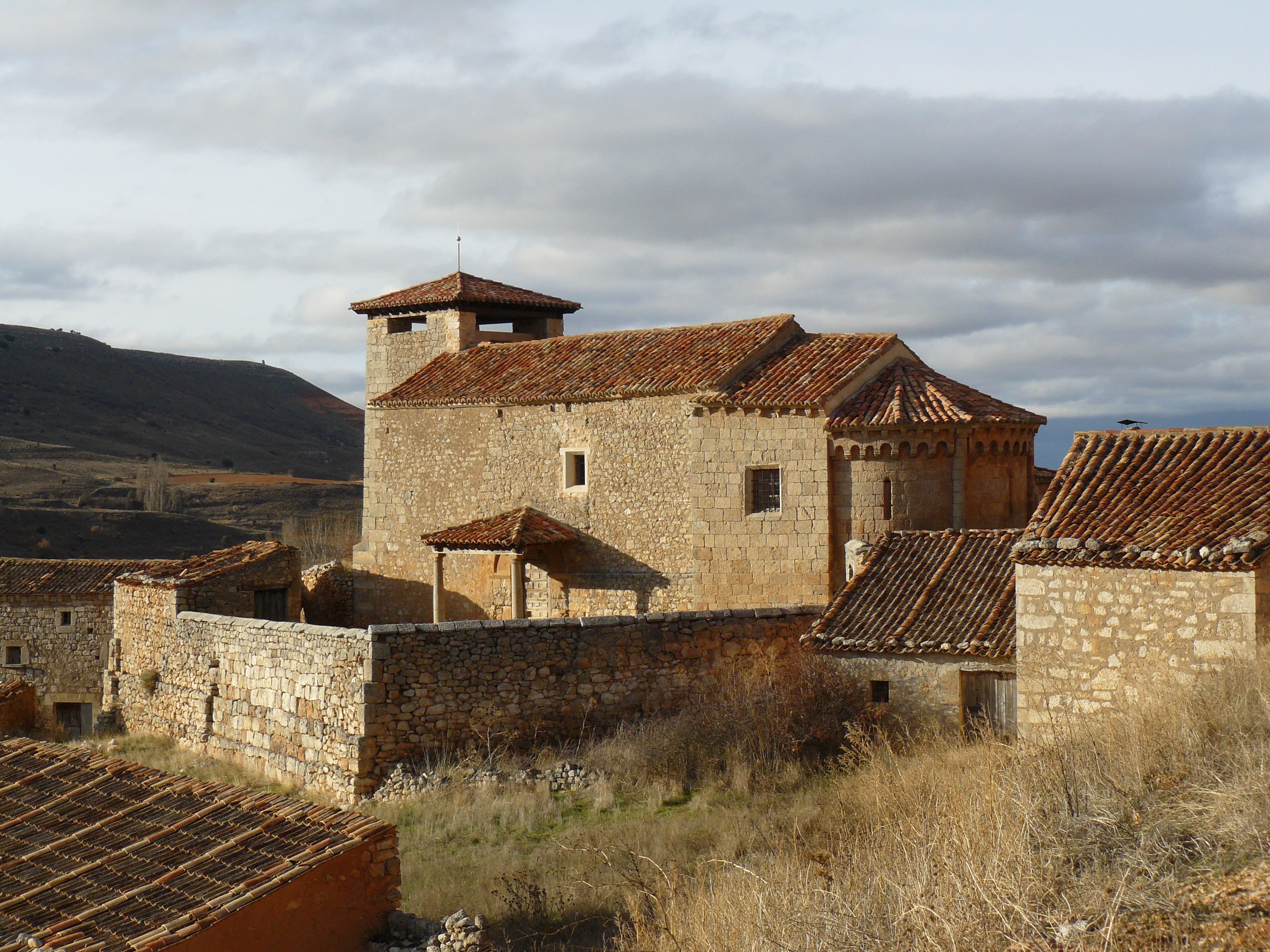
Bordecorex – Wehrkirche

- Der eingemeindete Weiler Bordecorex mit seinen etwa zehn Einwohnern hat eine einschiffige, nahezu fensterlose romanische Kirche mit einer durch Lisenen gegliederten und durch einen unterhalb der Dachtraufe verlaufenden Rundbogenfries geschmückten Apsis. Auch die Konsolen unterhalb der Traufe des Langhauses sind abwechslungsreich gestaltet. Von den breiten Aussichtsluken oberhalb des Glockengeschosses im gedrungen wirkenden, vollkommen ungegliederten aber aus exakt behauenem Steinmaterial errichteten Westturm ist das gesamte Tal weithin gut zu überblicken. Die hohe Friedhofsmauer auf der Südseite der Kirche verstärkt den wehrhaften Charakter der Kirche.[7][8]

Casillas de Berlanga

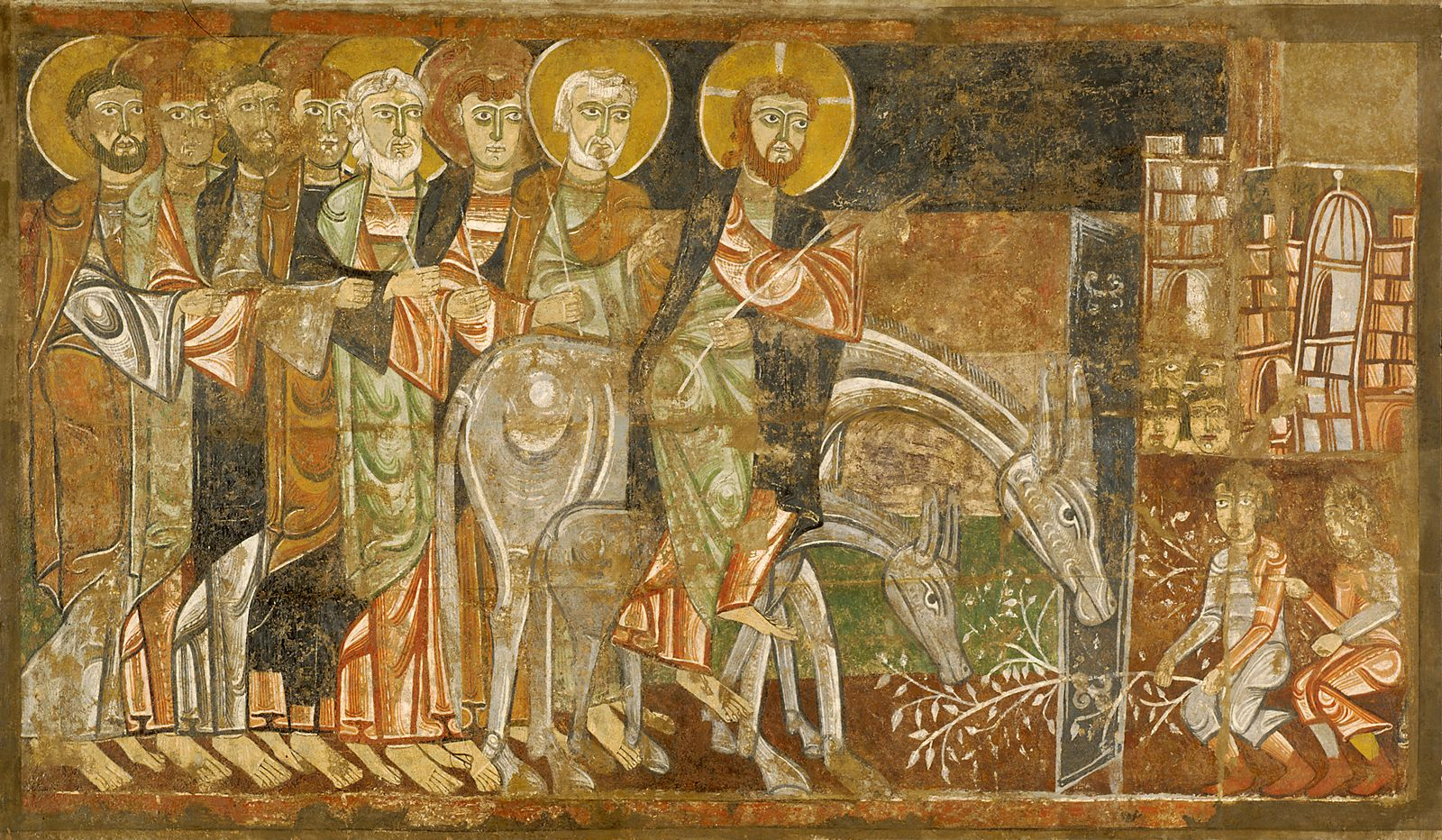
San Baudelio de Berlanga – Fresko mit Darstellung des Einzugs Christi in Jerusalem

- Knapp zwei Kilometer südöstlich des ebenfalls nur noch etwa zehn Einwohner zählenden Weilers liegt die Einsiedlerkirche (ermita) San Baudelio de Berlanga, die im Inneren mit einem mozarabischen Palmettenpfeiler überrascht. Hier sind die Reste von romanischen Fresken zu sehen, doch wurden einige der interessantesten Motive (Elefant, Kamel etc.) in den Jahren 1922 bis 1925 abgenommen und befinden sich heute in den bedeutendsten Museen der USA (The Cloisters (New York), Museum of Fine Arts, Boston und Indianapolis Museum of Art). Andere sind im Museo del Prado in Madrid zu sehen.

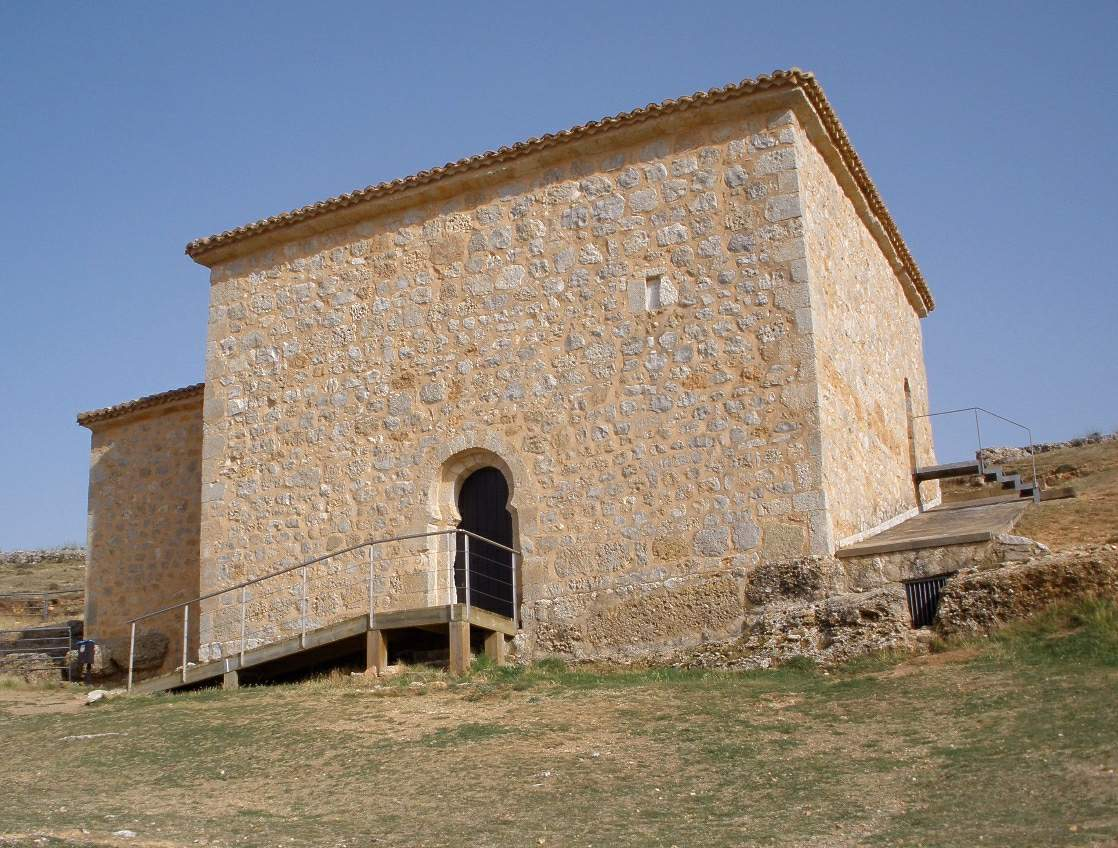
Ermita San Baudelio
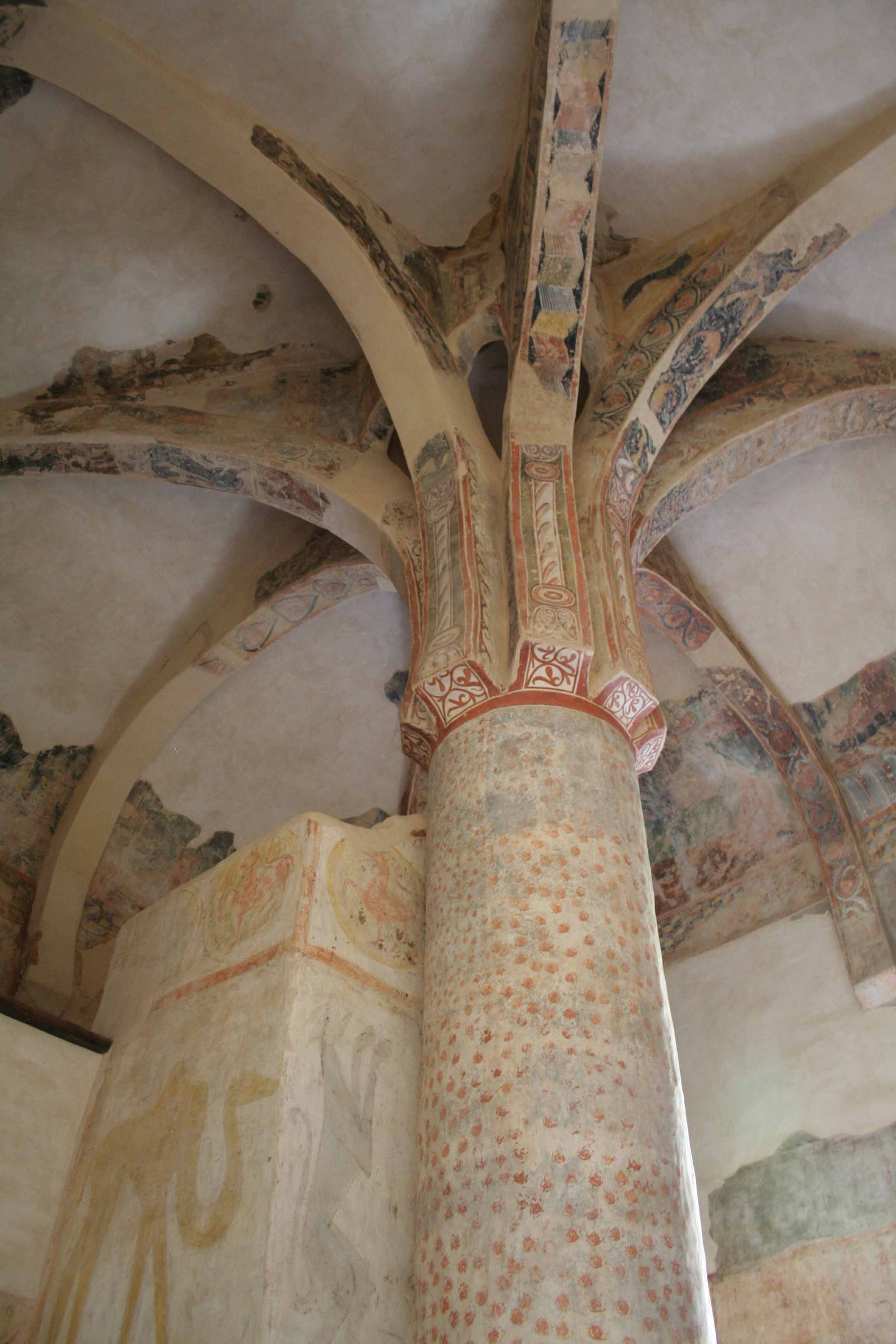
Palmettenpfeiler
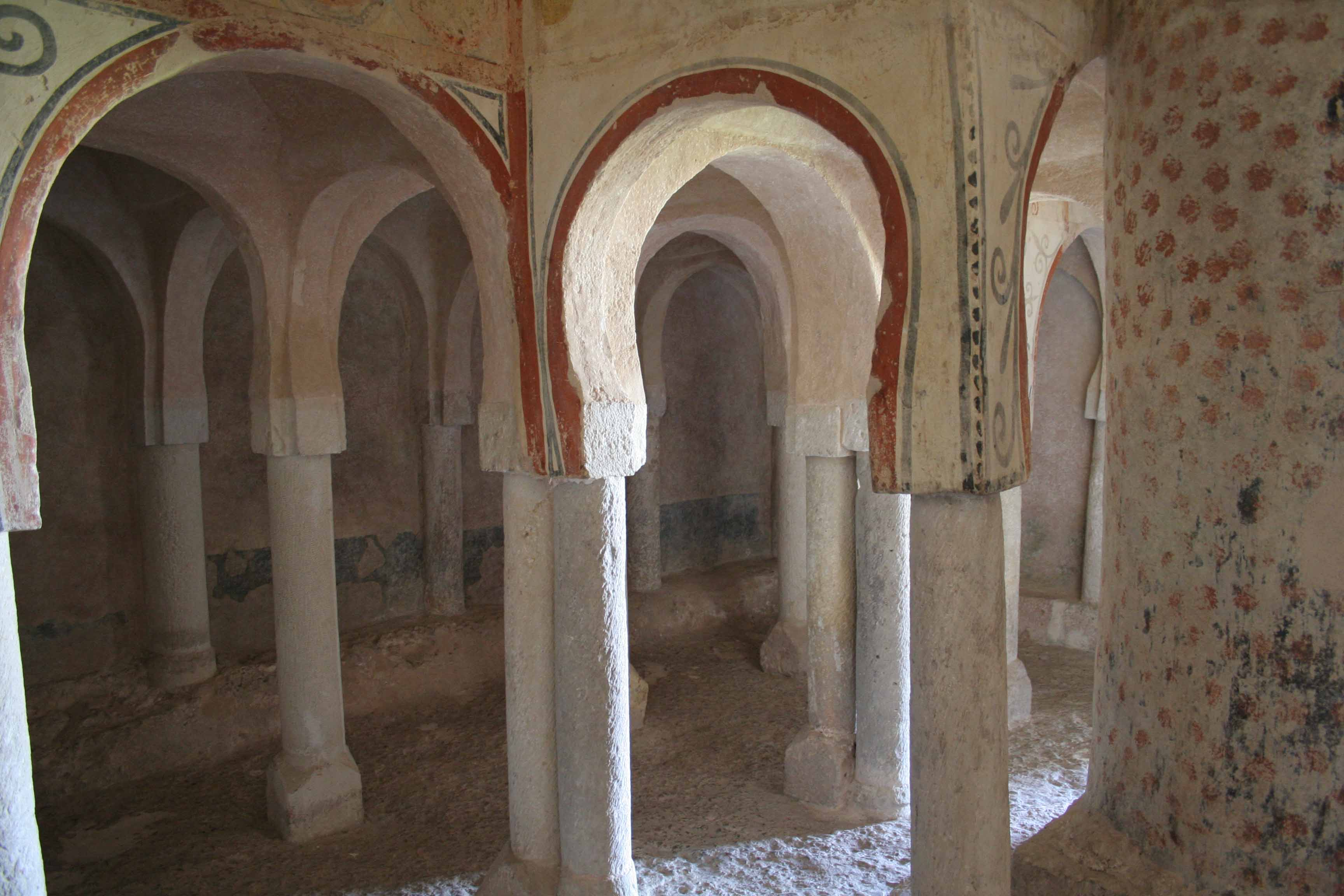
Säulen der Tribüne
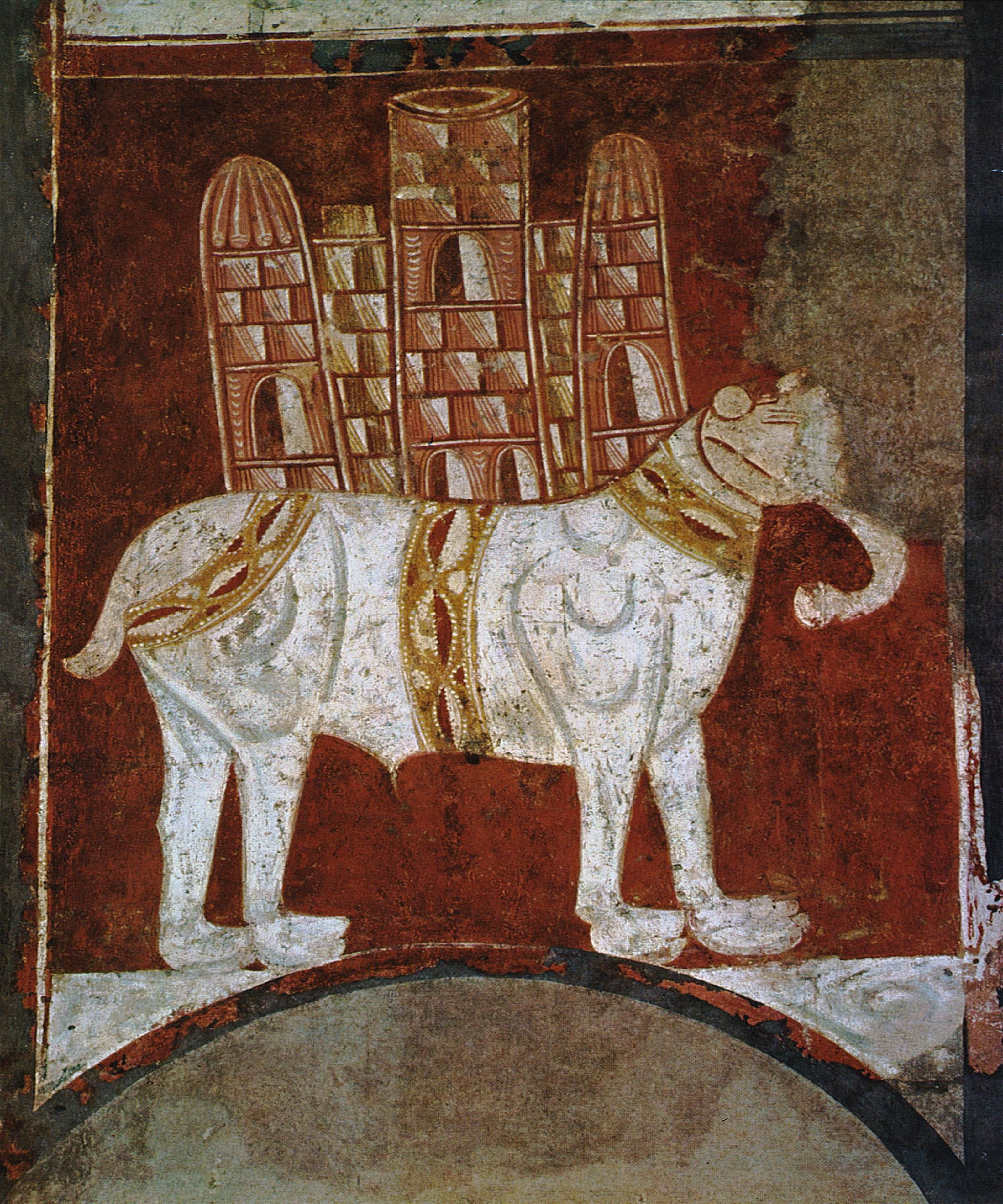
Elefant mit Burg

Umgebung
Weitere romanische Kirchen befinden sich ebenfalls innerhalb der Comarca (siehe Weblink).